# ديفيد جاي إيغل
ديفيد جاي إيغل (بالإنجليزية: David J. Eagle)‏ هو مخرج أمريكي، ولد في 31 يناير 1954 في جزيرة ستاتن في الولايات المتحدة.

## وصلات خارجية
- ديفيد جاي إيغل على موقع IMDb (الإنجليزية)
- ديفيد جاي إيغل على موقع قاعدة بيانات الفيلم (الإنجليزية)